# Nodulaire fasciitis
Nodulaire fasciitis is een zeldzame goedaardige weke delen tumor die uitgaat van de fascie die spieren bekleedt. Het is een bindweefseltumor die wordt ingedeeld onder fibromatosis. Ze ontstaan meestal op jongvolwassen leeftijd. De voorkeurslokalisaties zijn de bovenste extremiteiten en de romp. De oorzaak is onbekend, mogelijk ontstaat het na een trauma. Klinisch zijn het subcutane vast aanvoelende zwellingen. Ze ontstaan in een periode van 3 tot 6 weken en kunnen ook weer spontaan verdwijnen. Ze kunnen een grootte van 2 tot 3 cm bereiken.

## Behandeling
De behandeling kan bestaan uit het opvolgen van de zwellingen voor verdere ontwikkelingen of het chirurgisch verwijderen ervan.